# La Bête à l'affût
Pour plus de détails, voir Fiche technique et Distribution.
La Bête à l'affût est un film français réalisé par Pierre Chenal, sorti en 1959.

## Synopsis
Melun, 1959. Au retour d’une vente aux enchères, une jeune et jolie veuve, Elisabeth Vernon, trouve chez elle un évadé de prison blessé. Le fugitif, Daniel Morane, est beau garçon et se justifie des crimes dont on l’accuse. La jeune femme se laisse convaincre, séduire, s'apitoie, et accepte de l’aider. Mais lors de leur cavale, le doute s’empare d’elle…

## Fiche technique
- Titre : La Bête à l'affût
- Réalisation : Pierre Chenal, assisté de Tony Aboyantz et Jean Léon
- Scénario : Rodolphe-Maurice Arlaud, Michel Audiard, Pierre Chenal et André Tabet, d'après le roman Forests of the Night de Day Keene
- Dialogues : Michel Audiard et André Tabet
- Décors : René Petit
- Photographie : Christian Matras
- Montage : Suzanne Rondeau
- Son : Antoine Petitjean
- Musique : Maurice Jarre
- Cadreur : Gilbert Chain
- Producteurs : Nino Constantini et Ray Ventura
- Sociétés de productions Le Trident, Hoche Productions, U.C.I.L., et Films Odéon.
- Directeur de production : Christian Stengel
- Distributeur : Coronis
- Tournage : du 20 janvier au 6 mars 1959
- Pays d'origine :  France
- Pellicule : Noir et blanc  - 35 mm
- Genre : Thriller; Policier
- Durée : 95 min
- Date de sortie : 
  - France -  17 juin 1959

## Distribution
- Françoise Arnoul : Élisabeth Vermont
- Henri Vidal : Daniel Morane
- Michel Piccoli : le commissaire Jacques Guimard
- Gaby Sylvia : Gilberte
- Agnès Laury : Agnès Le Guen
- Jean Brochard : le commissaire François
- Madeleine Barbulée : Maria
- Lucien Barjon : Fernand
- Albert Dinan : Yves Le Guen
- Pierre Sergeol : l'inspecteur Beauvais
- Jack Ary : un inspecteur
- Georges Douking : le gardien du phare
- Philippe Mareuil : Alain de Bauvoir
- Harry-Max : Me Doucet, le notaire
- Gabriel Gobin : l'hôtelier
- Jacques Marin : Lesquet
- Philippe Dumat
- Nicole Hanriot
- Ariane Lancell
- Hubert de Lapparent : un mondain
- Jacqueline Marbaux
- Paul Mercey : un mondain
- Colette Régis
- Jean-François Rémi : le prétendant offrant la cave à liqueurs
- Georges Spanelly

## Critiques
- « Sur un scénario qui en valait un autre, le réalisateur a fait une mise en images très banale, que la qualité réelle de la photographie ne sauve même pas. Aucun imprévu, aucun rebondissement d'action vrai dans ce film au rythme morne qui s'étire au long d'astuces très primaires pour maintenir l'intérêt, bien qu'il se veuille à la fois policier et psychologique... Cette absence de style semble avoir coupé bras et jambes aux interprètes qui ne parviennent pas à donner le moindre intérêt aux personnages qu'ils incarnent. »[1]
- « C'est un film de série noire de bonne facture qui a donné à Henri Vidal l'occasion d'avoir là son meilleur rôle. »[2]